# Ceryx xuthosphendona
Ceryx xuthosphendona är en fjärilsart som beskrevs av Alfred Ernest Wileman och Reginald James West 1928.
Ceryx xuthosphendona ingår i släktet Ceryx och familjen björnspinnare. Inga underarter finns listade i Catalogue of Life.